# جان ماكفرلين
جان ماكفرلين (بالإنجليزية: Jan McFarlane)‏ هي قسيسة بريطانية، ولدت في 25 نوفمبر 1964 في ستوك أون ترينت في المملكة المتحدة.

## وصلات خارجية
- جان ماكفرلين على موقع ميوزك برينز (الإنجليزية)